# Aconitum pawlowskii
Aconitum pawlowskii là một loài thực vật có hoa trong họ Mao lương. Loài này được Mitka & Starm. mô tả khoa học đầu tiên năm 2000.